# 祖雷鸣
祖雷鸣（1967年1月—），男，江苏泗洪人，中国政治人物。2022年开始担任水利部黄河水利委员会主任。

## 生平
1989年毕业于河海大学水资源规划及利用专业。历任天津市引滦工程管理处处长助理、天津市引滦暗渠检修加固工程副指挥（挂职），水利部政策研究中心副处长、处长，水利部发展研究中心处长、副主任，水利部建设与管理司副司长、司长，河湖管理司司长、部河长办主任等职。
2022年9月，任水利部黄河水利委员会党组书记。2022年10月21日，由国务院任命为水利部黄河水利委员会主任。
2023年1月，在河南省当选第十四届全国人大代表。